# Třtice
Třtice là một làng thuộc huyện Rakovník, vùng Středočeský, Cộng hòa Séc.